# Brimful of Asha
«Brimful of Asha» es una canción de la banda británica de rock alternativo Cornershop. Se lanzó como uno de los sencillos de su tercer álbum de estudio When I Was Born for the 7th Time, que originalmente alcanzó el número 60 en la lista de sencillos del Reino Unido en 1997. Posteriormente, se editó una versión remezclada de la canción a cargo de Norman Cook, el cual fue lanzado como una edición limitada del sencillo en 12 pulgadas en el Reino Unido. Esta versión se convirtió en un éxito tanto crítica como comercialmente, ya que su relanzamiento alcanzó el número 1 en la lista de sencillos del Reino Unido en febrero de 1998 y el número 16 en el Billboard Modern Rock Tracks de los Estados Unidos. El video musical está dirigido por Phil Harder bajo la producción de Harder/Fuller Films. La letra es un homenaje a Asha Bhosle, una de las artistas más reconocidas de la India, generalmente a la cultura cinematográfica india.
En octubre de 2011, NME colocó la versión remezclada por Norman Cook en el número 105 en su lista "150 Mejores canciones de los últimos 15 años". La remezcla también se incluyó en una lista de los "veinticinco mejores remixes" de la década de 1990 realizada en 2010 por Pitchfork Media.

## Lista de canciones
| Reino Unido – Sencillo en CD |                                                        |          |  |
| N.º                          | Título                                                 | Duración |  |
| 1.                           | «Brimful of Asha» (Short Version)                      | 4:07     |  |
| 2.                           | «Easy Winners» (Part One)                              | 4:45     |  |
| 3.                           | «Rehoused»                                             | 4:06     |  |
| 4.                           | «Brimful of Asha» (Sofa Surfers Solid State Radio Mix) | 5:16     |  |

| Estados Unidos – CD, maxisencillo |                                                     |          |  |
| N.º                               | Título                                              | Duración |  |
| 1.                                | «Brimful of Asha» (Norman Cook Original Radio Edit) | 4:02     |  |
| 2.                                | «Brimful of Asha» (Norman Cook Full-Length Remix)   | 7:35     |  |
| 3.                                | «Easy Winners» (Part One)                           | 4:42     |  |
| 4.                                | «Brimful of Asha» (Mucho Macho Bolan Boogie Remix)  | 6:48     |  |
| 5.                                | «Easy Winners» (Part Two)                           | 5:55     |  |

## Posicionamiento en listas
| Listas (1998)                                   | Mejor posición |
| ----------------------------------------------- | -------------- |
| Alemania (Media Control Charts)                 | 84             |
| Australia (ARIA)                                | 35             |
| Bélgica (Valonia) (Ultratip Bubbling Under)     | 5              |
| Escocia (Scottish Singles Chart)                | 1              |
| Estados Unidos (Modern Rock Tracks)             | 16             |
| Estados Unidos (Dance Music/Maxi-Singles Sales) | 35             |
| Finlandia (OFC)                                 | 20             |
| Irlanda (IRMA)                                  | 3              |
| Italia (FIMI)                                   | 9              |
| Noruega (VG-lista)                              | 18             |
| Nueva Zelanda (Recorded Music NZ)               | 26             |
| Países Bajos (Mega Single Top 100)              | 83             |
| Reino Unido (UK Singles Chart)                  | 1              |
| Suecia (Sverigetopplistan)                      | 36             |

### Sucesión en listas
| Anterior: «My Heart Will Go On» de Céline Dion | UK Singles Chart — Sencillo número uno 22 de febrero de 1998 — 28 de febrero de 1998 | Siguiente: «Frozen» de Madonna |